# Guy Vandersmissen
Guy Vandersmissen (Tongeren, 25 de diciembre de 1957) es un exfutbolista belga que jugaba de centrocampista. Fue un componente de la selección de fútbol de Bélgica.

## Carrera internacional
Vandersmissen fue internacional con la selección de fútbol de Bélgica, con la que disputó 17 partidos, llegando a disputar la Copa Mundial de Fútbol de 1982.

## Clubes
| Club              | País    | Año       |
| ----------------- | ------- | --------- |
| Standard de Lieja | Bélgica | 1977-1991 |
| Germinal Ekeren   | Bélgica | 1991-1992 |
| RWD Molenbeek     | Bélgica | 1992-1998 |

## Palmarés

### Títulos nacionales
| Título                      | Club              | País    | Año  |
| --------------------------- | ----------------- | ------- | ---- |
| Copa de Bélgica             | Standard de Lieja | Bélgica | 1981 |
| Supercopa de Bélgica        | Standard de Lieja | Bélgica | 1981 |
| Primera División de Bélgica | Standard de Lieja | Bélgica | 1982 |
| Primera División de Bélgica | Standard de Lieja | Bélgica | 1983 |
| Supercopa de Bélgica        | Standard de Lieja | Bélgica | 1983 |